# 贝弗莉·克利里
贝弗莉·克利里（Beverly Cleary，1916年4月12日—2021年3月25日）是一位美国儿童和青年文学作家。
贝弗莉·克利里在华盛顿大学学习图书馆学，後來成為圖書館管理員。30歲出頭才開始寫作。克利里的大部分作品都以她的故鄉波特蘭东北部的社区为背景，她笔下的人物通常是中產階級家庭的孩子。  她曾獲得纽伯瑞奖、兒童文學遺產獎。 波特兰的一所公立学校就以她的名字命名。1960年代，贝弗莉·克利里在加利福尼亚州北部定居，並且一直定居至去世。